# ヴィクトル・アンゲロフ
ヴィクトル・アンゲロフ（マケドニア語: Виктор Ангелов、1994年3月27日 - ）は、ドイツとマケドニア共和国のサッカー選手。マケドニア共和国代表。ポジションはMFまたはFW。

## クラブ歴
ドイツのドルトムントに生まれ、ボルシア・ドルトムントの下部組織に在籍した。2010年にFKラボトニツキに加入、4月にトップチームで1試合に出場すると、その後シャルケ04の下部組織に在籍し、ラボトニツキに復帰した。2013年にFKテテクスへの期限付き移籍を経てからFKメタルルグ・スコピエに完全移籍。2016年にネムゼティ・バイノクシャーグIのウーイペシュトFCに加入。2018年にラボトニツキへ再び期限付きで移籍し加入した。

## 代表歴
2015年11月17日に行われたレバノン代表との親善試合でクルステ・ヴェルコスキと交代してA代表初出場となった。